# 老泉海梅介
老泉海梅介（学名：Hermanites laochuani）为半花介科海梅介屬下的一个种。